# Janna Bolotova
Pour les articles homonymes, voir Bolotova.
Janna Andreïevna Bolotova (en russe : Жанна Андреевна Болотова, en anglais Zhanna Bolotova), née le 19 octobre 1941 dans le village balnéaire de Lac Karachi (ru), dans l'oblast de Novossibirsk (Union soviétique), est une actrice soviétique et russe.
Elle a été populaire dans les années 1970 et au début des années 1980.
En 1977, elle est lauréate du prix d'État de l'URSS et est désignée artiste du peuple de la fédération de Russie en 1985. L'acteur et réalisateur de théâtre et au cinéma Nikolaï Goubenko était son mari,.

## Biographie
Janna Bolotova naît dans la station balnéaire sibérienne de Lac Karachi (ru), près de Novossibirsk, le 19 octobre 1941. Elle fait ses débuts à l'écran alors qu'elle est encore à l'école, dans La Maison où je vis de Lev Koulidjanov et Yakov Segel. En 1964, elle est diplômée de l'Institut cinématographique Guerassimov où elle étudie dans la classe de Sergueï Guerassimov et Tatiana Makarova, pour rejoindre le théâtre national d'acteur de cinéma.
Pendant ses études à la VGIK, elle épouse l'artiste Nikolaï Dvigoubski (Nicolas Dvigoubsky), venu de France. À la fin des années 1960, elle épouse le réalisateur et acteur Nikolaï Goubenko. Le couple divorce rapidement, mais se réunit plusieurs années plus tard. Il n'y a pas eu d'enfants dans ses deux mariages.
Parmi les films les plus connus de Janna Bolotova figurent Gens et Animaux (1962) et Aimer quelqu'un (1972), tous deux de Sergueï Guerassimov. En 1969, elle reçoit son premier prix international, pour Le meilleur rôle féminin, au festival du film de la Croix-Rouge de Varna, pour 24-24 sans retour. Le Silence du docteur Evens (1974) lui vaut un autre prix dans la même caïtégorie, au Festival du film de Trieste. Elle  joue également dans plusieurs films de Nikolaï Goubenko, parmi lesquels Les Orphelins (1977), De la vie des estivants (1980), Vie, larmes et amour (1984). En 1977, Bolotova reçoit le prix d'État de l'URSS pour son rôle dans La Fuite de Monsieur McKinley. En 1985, elle est désignée Artiste du peuple de Russie.
Janna Bolotova est apparue dans 28 films. Elle cesse de tourner dans les années 1990 mais, en 2005, après 17 ans d'absence, elle apparaît dans le petit rôle d'une professeure d'université dans Colin-maillard.

## Filmographie (sélection)
- 1957 : La Maison où je vis (Дом, в котором я живу, Dom v kotorom ya zhivu) : Galia Volynskaïa
- 1962 : Gens  et Animaux (Lyudy i zvery) : Tania Soboleva (rôle principal)
- 1963 : Si tu as raison (Yesli ty prav) : Galia (rôle principal)
- 1966 : Les Ailes (Крылья, Krylya) : Tania Petroukhina
- 1967 : Le Journaliste (Журналист) : Nina
- 1969 : Chemins vers Lénine (На пути к Ленину) :
- 1972 : Aimer les hommes (Любить человека) :
- 1973 : Le Silence du Dr. Evans (Молчание доктора Ивенса) :
- 1974 : Si tu veux être heureux (Если хочешь быть счастливым) :
- 1975 : La Fuite de Monsieur McKinley (Бегство мистера Мак-Кинли, Begstvo mistera Mak-Kinli) : Miss Bettle
- 1976 : Les Orphelins (Подранки, Podranki) : Alla Konstantinovna
- 1980 : De la vie des estivants (Из жизни отдыхающих) :
- 1983 : Et la vie, et les larmes et l'amour (И жизнь, и слёзы, и любовь) :
- 1988 : Zone interdite (Запретная зона) :
- 2005 : Colin-maillard (Жмурки, Zhmurki) : une enseignante

## Postérité
- Boulat Okoudjava lui a dédié ses chansons Vieille veste,  Le long de la route de Smolensk , La Flamme brûle, ne fume pas, Little Woman[3].